# The Death and Life of Marsha P. Johnson
The Death and Life of Marsha P. Johnson ist ein amerikanischer Dokumentarfilm aus dem Jahr 2017 von Regisseur David France. Im Fokus steht der mysteriöse Tod der Ikone der Transgender Rights- und Gay Liberation-Bewegung Marsha P. Johnson. Sie wurde 1992 leblos im Hudson River gefunden, offiziell wurde Suizid festgestellt.
Der Beitrag erschien zuerst auf dem Tribeca Film Festival am 21. April 2017 und wurde am sechsten Oktober 2017 von Netflix nach dem Erwerb der weltweiten Rechte ausgestrahlt.

## Handlung
Im Film werden die Lebensabschnitte Johnsens zwischen den 1960er bis 1990er Jahren von der investigativen Aktivistin Victoria Cruz beleuchtet. Auch Sylvia Rivera, die Mitgründerin der mit Johnson gegründeten Organisation Street Transvestite Action Revolutionaries STAR ist im Film von zentraler Bedeutung.

## Rezeption
Auf der Website Rotten Tomatoes hat der Film eine Zustimmungsrate von 97 %. Der Kritikerkonsens lautet: „‚The Death and Life of Marsha P. Johnson‘ verwendet die verspätete Untersuchung des Mordes an einer Aktivistin als Rahmen für einen ernüchternden Blick auf den anhaltenden Kampf um Gleichberechtigung.“
In der IMDb erhielt der Film sieben von zehn Punkten, bei moviepilot.de wurde der Film für „ganz gut“ befunden (6,3 von 10 Punkten) und glaad.org bezeichnete das Werk als „This film is a powerful history lesson in one of the most iconic LGBTQ figures of all time“.

## Auszeichnungen und Nominierungen (Auswahl)
Dublin Film Critics Circle Awards 2017
- Nominierung in der Kategorie Bester Dokumentarfilm

Kaleidoscope LGBT Film Festival 2017
- Publikumspreis in der Kategorie Bester Dokumentarfilm

L.A. Outfest 2017
- Freedom Award

Sheffield International Documentary Festival 2017
- Grand Jury Award

Tribeca Film Festival 2017
- Nominierung in der Kategorie Bester Dokumentarfilm

## Kontroversen
Am 7. Oktober 2017 schrieb die Filmemacherin Tourmaline auf Instagram, France habe ihre Forschungsergebnisse aus einem Förderantrag für ihr Filmprojekt Happy Birthday, Marsha! übernommen. France bestritt dies mit dem Einwand, bereits mit der Film-Recherche beschäftigt gewesen zu sein, bevor er auf Tourmalines Arbeit aufmerksam geworden wäre. Rechtlich wurde kein Nachweis für ein Plagiat bestätigt.